# Franciszek Cukier
Franciszek Cukier (ur. 4 października 1905 w Zakopanem, zm. 2 sierpnia 1954 tamże) – polski skoczek narciarski, mistrz oraz wicemistrz Polski, uczestnik Mistrzostw Świata 1929, mistrz Zakopanego i Nowego Targu.

## Przebieg kariery
22 marca 1925 w konkursie otwierającym Wielką Krokiew zajął piąte miejsce wśród juniorów, po skoku na 19 m. 22 stycznia 1928 stanął na najniższym stopniu podium w otwartych zawodach o mistrzostwo Zakopanego. Na mistrzostwach Polski w marcu był czwarty, w pierwszej serii osiągając 48 m, a w drugiej upadając przy lądowaniu na 49. metrze. Na igrzyskach olimpijskich w St. Moritz był rezerwowym. 26 grudnia tego roku wziął udział w konkursie na otwarcie sezonu zimowego w Zakopanem i zajął trzecie miejsce. Tę samą pozycję zajmował w kolejnych zawodach na Wielkiej Krokwi – 30 grudnia i 6 stycznia 1929.
27 stycznia zwyciężył konkurs o mistrzostwo Zakopanego, a 3 lutego o mistrzostwo Nowego Targu.
Wystąpił na IV Mistrzostwach Świata w 1929 w Zakopanem. Zajął w nich 17. miejsce w konkursie rozegranym 10 lutego na Wielkiej Krokwi. W tym konkursie przyznano także medale mistrzostw Polski – zdobył srebro, ponieważ spośród Polaków lepszy od Cukra był tylko Bronisław Czech.
9 lutego 1930 zwyciężył konkurs skoków organizowany przez Wisłę Zakopane i Sokoła. Tydzień później zdobył Mistrzostwo Polski 1930 po skokach na 54 m i 53,5 m.

## Mistrzostwa świata
| Miejsce | Dzień    | Rok  | Miejscowość | Skocznia       | Punkt K | Konkurs | Skok 1 | Skok 2 | Nota      | Strata   | Zwycięzca    |
| ------- | -------- | ---- | ----------- | -------------- | ------- | ------- | ------ | ------ | --------- | -------- | ------------ |
| 17.     | 5 lutego | 1929 | Zakopane    | Wielka Krokiew | K-55    | ind.    | 53 m   | 51,5 m | 202,1 pkt | 25,1 pkt | Sigmund Ruud |

## Mistrzostwa Polski
| Miejsce | Dzień     | Rok  | Miejscowość | Skocznia       | Punkt K | Konkurs | Skok 1 | Skok 2 | Nota       | Strata    | Zwycięzca       |
| ------- | --------- | ---- | ----------- | -------------- | ------- | ------- | ------ | ------ | ---------- | --------- | --------------- |
| 4.      | 18 marca  | 1928 | Zakopane    | Wielka Krokiew | K-55    | ind.    | 48,0 m | 49,0 m | 10,562 pkt | 7,813 pkt | Bronisław Czech |
| 2.      | 10 lutego | 1929 | Zakopane    | Wielka Krokiew | K-55    | ind.    | 53 m   | 51,5 m | 202,1 pkt  | 6,6 pkt   | Bronisław Czech |
| 1.      | 16 lutego | 1930 | Zakopane    | Wielka Krokiew | K-55    | ind.    | 54,0 m | 53,5 m | 16,658 pkt | -         | -               |